# Etlingera rubrostriata
Espèce
Etlingera rubrostriata est une espèce végétale de la famille des Zingiberaceae.